# 5β-双氢睾酮
5β-双氢睾酮（英語：5β-Dihydrotestosterone，简称为5β-DHT，也称为5β-雄甾烷-17β-醇-3-酮，5β-androstan-17β-ol-3-one，或本胆烷-17β-醇-3-酮，etiocholan-17β-ol-3-one）是一种本胆烷类（5β-雄烷）甾体物质，和睾酮的无雄激素活性的代谢产物，由肝脏和骨髓中的5β还原酶生成，同时也是生成3α-本胆烷二醇和3β-本胆烷二醇（分别由3α-和3β-羟基类固醇脱氢酶催化）的底物，之后再分别转化为本胆烷醇酮和表本胆烷醇酮（由17β-羟基类固醇脱氢酶催化）。和其表观异构体5α-双氢睾酮（5α-DHT或简称DHT）不同，5β-DHT只有非常弱的结合雄激素受体的能力。作为主要的睾酮代谢产物，5β-DHT的A环和B环形之间的“顺式”结构使两个环在空间上形成了一个角度，故而缺乏了雄激素活性。5β-DHT和5α-DHT的另一个不同点是，5β-DHT还缺乏神经甾体活性但其代谢产物，本胆烷醇酮却有神经甾体活性。